# Корытинка
Корытинка (Корытенка, Закорытенка) — река в России, протекает по Старорусскому району Новгородской области. Течёт на север, за 3 км до устья поворачивает на запад. Устье реки находится в 2 км от устья Старовская Робь по левому берегу. Около устья река протекает через небольшое озеро Озерко. Длина реки составляет 10 км. Площадь водосборного бассейна — 35,9 км².

## Данные водного реестра
По данным государственного водного реестра России относится к Балтийскому бассейновому округу, водохозяйственный участок реки — Ловать и Пола, речной подбассейн реки — Волхов. Относится к речному бассейну реки Нева (включая бассейны рек Онежского и Ладожского озера).
Код объекта в государственном водном реестре — 01040200312102000023896.

## Этимология
Гидроним Корытенка/Закорытенка имеет балтийское происхождение.